# ウォンチュー ひろし
ウォンチュー♡ひろし (うぉんちゅー はーと ひろし）は、日本の歌手、タレントである。本名、浜野 良明 (はまの よしあき) 、男性。
大阪府出身。Mediamax Records所属。身長162cm。

2024年2月1日兵庫県伊丹市の住宅火災にて死去。

## 生い立ち

### 幼少期
- 「良明」という名前は母親が付けた。「良い子、明るい子」という意味が込められているという。
- 4歳から母親の影響で日本舞踊を花柳流から学んだ。
- とにかく踊りと歌が大好きで、歌はバケイションなどの和製ポップスを人前で披露していた。

## 略歴
- 1974年、中野にあった竹部玲子モダンジャズ研究所で歌とダンス、演技の基礎のレッスンを受ける。
- 1976年、キャンディーズ ミュージカル「春一番 〜 スタンバイOK」にてミュージカルタレントとして参加（浜野良として参加）
- 1981年、東京音楽学院に入学
- 1981年、東京新社にて研究生として、ドラマ「火曜日の女シリーズ」など役者として出演。
- 1985年、東京音楽学院にてレッスン中に敏いとうにスカウトされ、敏いとうとハッピー＆ブルーに参加。サイドボーカルとして2年努めた。当時、敏いとうから「イタチ」という愛称で呼ばれていた。メンバーとして方向性は演歌ということで、ムード歌謡よりも演歌を歌うことの方が多かった。なので過去のメンバーとしては入っておらず、ちょろちょろするイタチ扱いであった。

- 1989年、カラオケ道場「シャープ＆フラット」の藤原に師事。「今はあなたが生き甲斐よ」テイチクよりリリースし演歌デビュー。
- 1994年、神戸サンテレビジョンの番組「チャレンジカラオケチャンピョン」で「板場千両」をキングレコードよりリリース。
- 1995年、獅子丸次郎に改名し「元禄陣太鼓」をセンチュリーレコードよりリリース。

- 2011年、劇団天華にてウォンチューひろしで活動。
- 2013年、Mediamax Recordsにてウォンチュー♡ひろしに改名。新ジャンルにてポップス歌手、タレントとして活動を始める。

## ディスコグラフィ

### 代表曲
- Midnight Blue Moon
- Refrain
- rose fragrance
- またね

### シングル
藤ひろし時代
- 今はあなたが生き甲斐よ
- 泉州男晴れ姿
- 板場千両
- 男華
- 夫婦店
- 城ヶ崎幕情
- 泣かせ酒
- お前ってやつは
- 男の灯り
- 望
- 大地
- 浪花の勝負師
- 元禄陣太鼓
- 女房どの

## 主な出演
- あした天気になぁ〜れ!（吉本新喜劇大河内プロデューサー番組）レギュラー出演（2013年9月〜2013年12月）
- ラジオ関西宮崎武と小川リエの演歌道多数回出演
- ラジオ関西ミッドナイトアフター多数回出演